# Syndroom van Turner
Het syndroom van Turner, 45,X0, 45,X of ovariële dysgenesie is een geslachtschromosomale afwijking. Het komt bij de mens vrijwel alleen voor bij vrouwen. Het syndroom is ook beschreven bij muizen en paarden. Turner wordt veroorzaakt door non-disjunctie van de chromosomen die het geslacht bepalen. Deze afwijking komt voor bij ongeveer 1 op de 2500 meisjes. Het syndroom werd voor het eerst beschreven in 1938 door Henry H. Turner.

## Inleiding
Onder normale omstandigheden wordt het menselijk geslacht bepaald door een combinatie van twee chromosomen: XX voor vrouwen, XY voor mannen. Het syndroom van Turner houdt in dat een van de twee X-chromosomen deels of geheel ontbreekt (X0). Het aantal miskramen in het geval van het syndroom van Turner is hoog: in totaal leidt het syndroom van Turner in 99% van de gevallen tot een miskraam. Er wordt aangenomen dat aan het syndroom van Turner verwante afwijkingen in het genetische materiaal van de foetus de uiteindelijke oorzaak zijn van zo'n 10% van alle miskramen. Er zijn echter geen harde cijfers die dat ondersteunen.
In de gevallen waarin een meisje met het syndroom van Turner geboren wordt, is het waarschijnlijk dat zij een aantal symptomen zal vertonen – van zeer wisselende aard en ernst. De symptomen wisselen van persoon tot persoon, maar de meest voorkomende symptomen zijn:
- klein zijn van gestalte (zonder behandeling blijven ze kleiner dan 1,50 meter)
- lymfoedeem of zwelling van handen en voeten
- een brede borstkas en ver uit elkaar staande tepels
- een lage haarlijn
- laaggeplaatste oren
- hartproblemen
- nierproblemen
- de puberteit komt niet spontaan op gang

Andere bekende symptomen zijn een kleinere onderkaak, cubitus valgus (uitstaande ellebogen), huidplooien in de nek en zachte, opstaande nagels, gehoorverlies.
Het syndroom van Turner komt voor in twee varianten:
- In de klassieke variant ontbreekt een van de twee X-chromosomen in alle cellen.
- In de mozaïek-variant ontbreekt het tweede X-chromosoom in sommige cellen wel en andere cellen niet. Bij deze variant zijn de symptomen vaak minder uitgesproken.

Er zijn geen bekende risicogroepen of -factoren voor het syndroom van Turner.

## Medische gevolgen van het syndroom van Turner
De meeste presentatievormen van syndroom van Turner zijn ongevaarlijk. Een aantal kan echter ernstige, medische gevolgen hebben.

### Hart
Bij 20 tot 50% van de meisjes met het syndroom van Turner wordt bij de geboorte een afwijking in de bouw van het hart vastgesteld. De hartaandoening die het meest voorkomt is een vernauwing van de aorta, de lichaamsslagader, vlak na de grote bocht van de aorta (coarctatio aortae). Daarnaast kan er een afwijking van de hartkleppen bestaan.

### Botweefsel
Ten gevolge van het syndroom van Turner ontstaan veel factoren ― voornamelijk hormonale ― die de normale ontwikkeling van het skelet in de weg staan. Bij vrouwen die aan het syndroom van Turner lijden is het hoofd, de nek en borst van normaal formaat maar ze hebben duidelijk kortere armen en benen. De gemiddelde lengte van een vrouw met het syndroom van Turner is 140 centimeter. Door jong met groeihormonen te beginnen kan de lengte zo'n 10 tot 15 centimeter toenemen.
Het vierde middenhandsbeen (vierde tenen en ringvingers) kan opmerkelijk kort zijn.
Ten gevolge van de lage productie van oestrogeen door het lichaam hebben veel vrouwen met het syndroom van Turner last van osteoporose. Hierdoor kunnen ze nog korter worden en bovendien kan de ruggengraat verder gebogen raken, waardoor scoliose kan ontstaan. Hierdoor kunnen botbreuken makkelijker optreden.

### Nieren
Ongeveer een derde van alle vrouwen met het syndroom van Turner lijden aan een van de volgende drie nierafwijkingen:
1. Een enkele, hoefijzervormige nier aan een kant van het lichaam en het ontbreken van een nier aan de andere kant.
2. Een abnormaal systeem voor de afvoer van urine.
3. Slechte doorbloeding van de nieren.

Een aantal van deze problemen kan met chirurgische ingrepen verholpen worden. Zelfs in het geval van deze afwijkingen is de werking van de nieren van de meeste vrouwen met het syndroom van Turner normaal. Nierproblemen kunnen echter wel de oorzaak zijn van problemen met bloeddruk: het lichaam scheidt te weinig vocht af waardoor een hoge bloeddruk kan ontstaan.

### Schildklier
Ongeveer een derde van alle vrouwen die aan Turner lijden, heeft een afwijking aan de schildklier. Meestal is dit hypothyreoïdie (onvoldoende afscheiding van hormonen door de schildklier waardoor de stofwisseling trager is dan normaal), met name de ziekte van Hashimoto.

### Diabetes
Vrouwen met syndroom van Turner hebben tijdens hun jeugd een licht verhoogd risico op diabetes type 1 en op latere leeftijd een sterk verhoogd risico op diabetes type-2.

### Mentaal
Het syndroom van Turner veroorzaakt geen leer- of mentale achterstand of verstoring van het denkvermogen. Wel kunnen betroffen vrouwen moeite hebben met het doorzien van ruimtelijke verhoudingen. Hiervan kunnen ze last hebben bij het ontwikkelen van motorische vaardigheden of wiskunde. Ook heeft een deel van de vrouwen die aan het syndroom lijden moeite met planning en organisatie. (Dit soort problemen komen ook voor bij bijvoorbeeld ADHD en niet-verbale leerstoornissen.) Deze problemen kunnen niet verholpen worden, maar zijn voor de meeste mensen niet ernstig. Vrouwen met het syndroom van Turner hebben wel een goede taalvaardigheid.

### Voortplanting
Vrouwen met het syndroom van Turner zijn onvruchtbaar. Door het toedienen van hormonen die de ontwikkeling van voortplantingsgerelateerde organen bevorderen op het moment dat de puberteit zou moeten beginnen ontstaat wel een normale ontwikkeling van secundaire geslachtskenmerken. Via in-vitrofertilisatie (IVF) in combinatie met eiceldonatie kan kunstmatig een zwangerschap tot stand gebracht worden. Een kind dat op deze wijze geboren wordt zal echter nooit het genetische kind van een vrouw met het syndroom van Turner zijn. In het UZ Brussel in Jette is in februari 2022 voor het eerst een vrouw met het syndroom van Turner bevallen van een eigen, gezonde baby. De vrouw had haar eicellen laten invriezen toen ze nog jong was.

### Gehoor
Oorontstekingen komen veel vaker voor (tot 60% prevalentie), net als geleidings- en/of perceptief gehoorverlies (30% prevalentie).

## Remedies
Het syndroom van Turner is een genetische afwijking en er is dus geen genezing voor. Wel kan er veel worden gedaan aan symptoombestrijding. Bijvoorbeeld:
- Als de diagnose tijdig wordt gesteld wordt een meisje met het syndroom van Turner vrijwel altijd vanaf ongeveer het 6e levensjaar behandeld met groeihormonen.
- Vanaf een jaar of 12-13 wordt begonnen met een behandeling met vrouwelijke hormonen: oestrogenen, meestal in combinatie met progestagenen, om de puberteit op gang te brengen. Meestal wordt hiervoor de gewone anticonceptiepil gebruikt, maar soms ook natuurlijke hormonen. Het toedienen van oestrogeen wordt al toegepast sinds Henry H. Turner in 1938 voor het eerste dit syndroom beschreef. Het wordt primair gedaan om de ontwikkeling van de vrouwelijke vormen en de menstruatie-cyclus te bevorderen. Oestrogeen is een belangrijke factor in het voorkomen van osteoporose (botontkalking) en speelt een belangrijke rol in diverse andere biochemische processen.